# Phare de Struga
Le phare de Struga (en croate : Svjetionik Rt Struga) est un feu actif sur le cap de Struga sur l'île de Lastovo, proche du village de Skrivena Luka (en), dans le Comitat de Dubrovnik-Neretva en Croatie. Le phare est exploité par Plovput , une compagnie du Gouvernement de la République de Croatie.

## Histoire
Le phare, mis en service en 1851, se situe au milieu de la côte sud de l'île. Les logements ont été rénovés pour devenir des logements de vacances.

## Description
Le phare  est une tour cylindrique en pierre de 20 m de haut, avec galerie et lanterne centrée sur une maison de gardien d'un étage. La tour est en pierre blanche non peinte et la lanterne est blanche. Il émet, à une hauteur focale de 104 m, un éclat blanc toutes les 10 secondes. Sa portée est de 27 milles nautiques (environ 44 km) pour le feu principal et 12 milles nautiques (environ 22 km) pour le feu de veille.
Identifiant : ARLHS : CRO-148 - Amirauté : E3544 - NGA : 13912 .

## Caractéristiques dufeu maritime
Fréquence : 10s (W)
- Lumière : 0.6 seconde
- Obscurité : 9.4 secondes

|               |
| Skrivena Luka |

|                  |
| Les îles croates |

### Lien connexe
- Liste des phares de Croatie